# Office of Secure Transportation

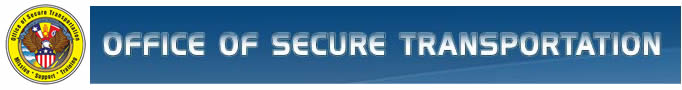
Logo des OST

Das Office of Secure Transportation oder auch OST ist eine US-amerikanische Behörde mit Sitz in Washington, D.C. und wurde 1975 gegründet. Sie ist für den sicheren Transport von Nuklearwaffen und ähnlichem Material am Boden zuständig.
Die Behörde beschäftigt 600 Mitarbeiter und ist dem Energieministerium der Vereinigten Staaten und der National Nuclear Security Administration unterstellt. Seit ihrer Gründung 1975 transportierte sie radioaktives Material über mehr als hundert Millionen Meilen ohne einen Unfall, bei dem das Material freigesetzt wurde (Stand: November 2010).
Für die Mitarbeiter gilt ein strenges Reglement für den Alkoholkonsum: Ab acht Stunden vor Dienstbeginn darf kein Alkohol mehr zu sich genommen werden. Zwischen 2007 und 2009 wurden sechzehn Missachtungen dieser Regelung festgestellt.